# Malaka (Situraja)
Malaka is een bestuurslaag in het regentschap Sumedang van de provincie West-Java, Indonesië. Malaka telt 2635 inwoners (volkstelling 2010).